# Tauere
Tauere ou Te Putua, est un atoll situé dans l'archipel des Tuamotu en Polynésie française.

## Géographie
Tauere est situé à 85 km au nord-ouest de Hao, l'atoll le plus proche auquel il est administrativement rattaché, et à 810 km à l'est de Tahiti. C'est un atoll de forme approximativement carrée de 7,5 km de côté pour une surface de terres émergées de 2 km2. Son lagon, dépourvu de réelle passe – mais communiquant occasionnellement avec l'océan par submersion de la barrière corallienne via les hoas et les tairuas –, s'étend sur approximativement 6,25 km2.
En 2007, l'atoll était encore habité de manière permanente par cinq personnes dans un ensemble d'habitations situées au nord-ouest de Tauere. En 2017, il n'y a plus de résidents permanents sur Tauere.

## Histoire
La première mention de l'atoll a été faite par le marin espagnol Domingo de Boenechea en 1769 et prend le nom de San Simon y Judas.
Au XIXe siècle, Tauere devient un territoire français peuplé alors de près de 30 habitants autochtones vers 1850 qui sont sous l'autorité coutumière du chef Purua résidant sur l'atoll d'Amanu.

## Économie
Les cocoteraies de l'atoll sont exploitées pour le coprah et les noix de coco.